# Periophthalmus modestus
Espèce
Synonymes
- Cyprinus cantonensis
- Pariophthalmus cantonensis
- Periophthalmus cantonensis

Periophthalmus modestus est une espèce de poissons amphibies périophtalmes du genre Periophthalmus appartenant à la famille des Gobiidés.

## Comportement
Il est capable de vivre provisoirement à l'air libre, sur la vase ou les branches de la mangrove où il se nourrit d'insectes et de petits invertébrés.